# Black City Tour
 (août 2025).
Si vous disposez d'ouvrages ou d'articles de référence ou si vous connaissez des sites web de qualité traitant du thème abordé ici, merci de compléter l'article en donnant les références utiles à sa vérifiabilité et en les liant à la section « Notes et références ».
Pour les articles homonymes, voir BCT et Black City.
Tournées par Indochine
Météor Tour
(2009) 13 Tour
(2018)
Black City Tour (BCT) est une tournée du groupe français Indochine.
La tournée, annoncée le 7 novembre 2012 sur le site du groupe, se déroule en trois phases en 2013 et 2014. Le jour de l'annonce, Indochine a publié une démo du premier single d'un nouvel album, Memoria, qui est sorti peu de temps après.
L'album live du Black City Tour, enregistré à Bruxelles au Palais 12, est mis en vente le 1er décembre 2014.

## Programme

### Première partie
Indochine accueille en première partie sur le Black City Tour 1 :
- Carbon Airways (Nancy, Montbéliard, Roanne, Grenoble, Boulazac, Mâcon) ;
- Pendentif (La Rochelle, Albi, Châteauroux, Aurillac, Brest, Dunkerque) ;
- Klink Clock (Le Havre, Beauvais, Lorient, La Roche-sur-Yon) ;
- Yama Dirty Crew (Bruxelles).

Indochine accueille en première partie sur le Black City Tour 2 :
- Klink Clock (Amnéville, Amiens, Rouen 1, Caen, Nantes, Bruxelles, Toulouse, Bordeaux, Pau, Limoges, Orléans, Angers, Nice, Marseille, Clermont-Ferrand, Épernay, Genève 1 et 2, Saint-Etienne et Strasbourg 2) ;
- Air Bag One (Rouen 2, Lyon 1 et Lille 1) ;
- Manu (Lyon 2) ;
- The Buns (Montpellier, Dijon, Lille 2 et Strasbourg 1).

## Captation
La sortie de la captation de cette tournée enregistrée au Palais 12 de Bruxelles le 12 mars 2014 est prévue à partir du 1er décembre 2014 en 2CDS/4Vinyls (rumeurs sur l’Indo-Forum)/2DVDS/Blu-Ray et Box
Collector. Cette production sortira sous le label Indochine Records.
L'annonce officielle de la vente est parue le 24 octobre 2014 sur les réseaux sociaux d’Indochine à la suite d'une interview de Nicola Sirkis sur le site de Pure Charts et des photos du montage publiées sur le compte Instagram de celui-ci et du guitariste oLi dE SaT.
Set-list :
CD 1
1. Black Ouverture
2. Black City Parade
3. Traffic Girl
4. Belfast
5. Kissing My Song
6. Atomic Sky
7. Memoria
8. Little Dolls
9. Miss Paramount
10. Wuppertal
11. Mao Boy
12. Un jour dans notre vie
13. J'ai demandé à la lune
14. Tes yeux noirs

CD 2
1. College Boy
2. Alice & June
3. Black City Club
4. Marilyn
5. Trois nuits par semaine
6. À l'assaut
7. L’Aventurier
8. Le fond de l'air est rouge
9. Pink Water

Blu-Ray 1/DVD 1
1. Black Ouverture
2. Black City Parade
3. Traffic Girl
4. Belfast
5. Kissing My Song
6. Atomic Sky
7. Memoria
8. Little Dolls
9. Miss Paramount
10. Wuppertal
11. Mao Boy
12. Un jour dans notre vie
13. J'ai demandé à la lune
14. Tes yeux noirs
15. College Boy
16. Alice & June
17. Black City Club

Blu-Ray 1/DVD2
1. Marilyn
2. Trois nuits par semaine
3. À l'assaut
4. L'Aventurier
5. Le fond de l'air est rouge
6. Pink Water
7. La Nuit des fées (bonus)
8. Salomé (bonus)
9. Kill Nico (bonus)
10. Black City Road (Le Making-Of, bonus)

Box Collector
2DVD / 2CD / BLU-RAY + un roadbook de 52 pages + un sticker
Cette production aura une suite puisque Nicola Sirkis annonce également un DVD des prestations au Stade de France les 27 et 28 juin 2014.

## Liste des concerts
| Date                              | Ville            | Pays       | Lieu                            |
| --------------------------------- | ---------------- | ---------- | ------------------------------- |
| Première partie (2013)            |                  |            |                                 |
| Europe                            |                  |            |                                 |
| 21 février 2013                   | Nancy            | France     | Zénith de Nancy                 |
| 22 février 2013                   | Montbéliard      | France     | L’Axone                         |
| 25 février 2013                   | Roanne           | France     | Le Scarabée                     |
| 27 février 2013                   | Grenoble         | France     | Le Summum                       |
| 6 mars 2013                       | La Rochelle      | France     | Parc Expo                       |
| 8 mars 2013                       | Albi             | France     | Scénith d'Albi                  |
| 9 mars 2013                       | Boulazac         | France     | Le Palio                        |
| 12 mars 2013                      | Mâcon            | France     | Le Spot                         |
| 14 mars 2013                      | Châteauroux      | France     | Le M.A.CH 36                    |
| 15 mars 2013                      | Aurillac         | France     | Le Prisme                       |
| 23 mars 2013                      | Brest            | France     | Parc des expositions de Penfeld |
| 25 mars 2013                      | Le Havre         | France     | Docks Océane                    |
| 26 mars 2013                      | Beauvais         | France     | Elispace                        |
| 29 mars 2013                      | Lorient          | France     | Parc Expo                       |
| 31 mars 2013                      | La Roche-sur-Yon | France     | Vendéspace                      |
| 2 avril 2013                      | Dunkerque        | France     | Le Kursaal                      |
| 4 avril 2013                      | Bruxelles        | Belgique   | Cirque Royal                    |
| Amérique du Nord                  |                  |            |                                 |
| 24 mai 2013                       | Montréal         | Canada     | Centre Bell                     |
| Europe                            |                  |            |                                 |
| 7 juillet 2013                    | Arras            | France     | Main Square Festival            |
| Deuxième partie (2013)            |                  |            |                                 |
| Europe                            |                  |            |                                 |
| 11 octobre 2013                   | Amnéville        | France     | Le Galaxie                      |
| 12 octobre 2013                   | Amnéville        | France     | Le Galaxie                      |
| 15 octobre 2013                   | Amiens           | France     | Zénith d'Amiens                 |
| 17 octobre 2013                   | Rouen            | France     | Zénith de Rouen                 |
| 18 octobre 2013                   | Rouen            | France     | Zénith de Rouen                 |
| 21 octobre 2013                   | Caen             | France     | Zénith de Caen                  |
| 23 octobre 2013                   | Nantes           | France     | Zénith de Nantes Métropole      |
| 24 octobre 2013                   | Nantes           | France     | Zénith de Nantes Métropole      |
| 30 octobre 2013                   | Bruxelles        | Belgique   | Forest National                 |
| 31 octobre 2013                   | Bruxelles        | Belgique   | Forest National                 |
| 05 novembre 2013 06 novembre 2013 | Lyon             | France     | Halle Tony-Garnier              |
| 09 novembre 2013                  | Montpellier      | France     | Sud de France Arena             |
| 12 novembre 2013                  | Toulouse         | France     | Zénith de Toulouse Métropole    |
| 16 novembre 2013                  | Bordeaux         | France     | Patinoire de Mériadeck          |
| 18 novembre 2013                  | Pau              | France     | Zénith de Pau                   |
| 19 novembre 2013                  | Limoges          | France     | Zénith Limoges Métropole        |
| 22 novembre 2013                  | Dijon            | France     | Zénith de Dijon                 |
| 24 novembre 2013                  | Orléans          | France     | Zénith d'Orléans                |
| 25 novembre 2013                  | Angers           | France     | Arena Loire                     |
| 28 novembre 2013                  | Nice             | France     | Palais Nikaïa                   |
| 30 novembre 2013                  | Marseille        | France     | Le Dôme                         |
| 01 décembre 2013                  | Clermont-Ferrand | France     | Zénith d'Auvergne               |
| 06 décembre 2013                  | Lille            | France     | Zénith de Lille                 |
| 07 décembre 2013                  | Lille            | France     | Zénith de Lille                 |
| 10 décembre 2013                  | Épernay          | France     | Le Millésium                    |
| 12 décembre 2013 13 décembre 2013 | Genève           | Suisse     | Palexpo                         |
| 16 décembre 2013                  | Saint-Étienne    | France     | Zénith Saint-Étienne Métropole  |
| 18 décembre 2013                  | Strasbourg       | France     | Zénith Strasbourg Europe        |
| 19 décembre 2013                  | Strasbourg       | France     | Zénith Strasbourg Europe        |
| Troisième partie (2014)           |                  |            |                                 |
| Europe                            |                  |            |                                 |
| 12 mars 2014                      | Bruxelles        | Belgique   | Palais 12                       |
| 15 mars 2014                      | Dijon            | France     | Zénith de Dijon                 |
| 19 mars 2014                      | Clermont-Ferrand | France     | Zénith d'Auvergne               |
| 21 mars 2014                      | Lyon             | France     | Halle Tony-Garnier              |
| 23 mars 2014                      | Nantes           | France     | Zénith Nantes Métropole         |
| 25 mars 2014                      | Toulouse         | France     | Zénith de Toulouse              |
| 27 mars 2014                      | Douai            | France     | Gayant Expo                     |
| 27 juin 2014                      | Paris            | France     | Stade de France                 |
| 28 juin 2014                      | Paris            | France     | Stade de France                 |
| Festival (2014)                   |                  |            |                                 |
| Europe                            |                  |            |                                 |
| 7 juillet 2014                    | Argelès-sur-Mer  | France     | Les Déferlantes d'Argelès       |
| 14 juillet 2014                   | Londres          | Angleterre | Shepherd's Bush Empire          |
| 9 août 2014                       | Colmar           | France     | Foire aux vins d'Alsace         |
| Europe City Club Tour (2015)      |                  |            |                                 |
| Europe                            |                  |            |                                 |
| 4 avril 2015                      | Barcelone        | Espagne    | Salle Apolo                     |
| 6 avril 2015                      | Milan            | Italie     | Fabrique de Milan               |
| 8 avril 2015                      | Berlin           | Allemagne  | Postbahnhof                     |
| 11 avril 2015                     | Copenhague       | Danemark   | Lille Vega                      |
| 13 avril 2015                     | Stockholm        | Suède      | Nalen                           |
| 14 avril 2015                     | Oslo             | Norvège    | John Dee                        |
| 17 avril 2015                     | Anvers           | Belgique   | Trix                            |
| 18 avril 2015                     | Amsterdam        | Pays-Bas   | Paradiso Noord                  |

## Setlist

### Black City Tour 1
1. Trashmen (fond sonore)
2. Black Ouverture
3. Black City Parade
4. Traffic Girl
5. Belfast
6. Punishment Park
7. La Nuit des Fées
8. Memoria
9. Little Dolls
10. Miss Paramount
11. Wuppertal
12. J'ai demandé à la lune
13. Tes yeux noirs
14. College Boy
15. Alice and June
16. Black City Club (Trashmen, Canary Bay, Des fleurs pour Salinger, Paradize, Play Boy, 3e sexe)
17. Nous Demain ou Kill Nico ou Le Lac (à La Rochelle)
18. Marilyn
19. Trois nuits par semaine
20. L'Aventurier
21. Europane ou Le Dernier Bal

### Black City Tour 2
1. Trashmen (fond sonore)
2. Black Ouverture
3. Black City Parade
4. Traffic Girl
5. Belfast
6. Kissing My Song ou Punishment Park ou Popstitute
7. La Nuit des Fées ou Salomé ou Crash Me
8. Memoria
9. Little Dolls
10. Miss Paramount
11. Wuppertal
12. J'ai demandé à la lune
13. Tes yeux noirs
14. College Boy
15. Alice & June
16. Black City Club (Trashmen, Canary Bay, Des fleurs pour Salinger, Paradize, Play Boy, 3e sexe, Black City Parade Return)
17. Marilyn
18. Trois nuits par semaine
19. Le Lac ou The Lovers
20. À L'assaut ou Le Manoir
21. L'Aventurier
22. Europane ou Le Dernier Bal ou Le fond de l'air est rouge
23. Pink Water ou Tallula

### Black City Tour 3 (sans le stade de France)
Setlist DVD : Black City Tour
1. Trashmen (fond sonore)
2. Black Ouverture
3. Black City Parade
4. Traffic Girl
5. Belfast
6. Kissing My Song
7. Atomik Sky
8. Memoria
9. Little Dolls
10. Miss Paramount
11. Wuppertal
12. Mao Boy (Piano-voix)
13. Un jour dans notre vie (Piano-voix)
14. J'ai demandé à la lune
15. Tes yeux Noirs
16. College Boy
17. Alice et June
18. Black City Club (Trashmen, Canary Bay, Des fleurs pour Salinger, Paradize, Satellite, Play Boy, 3e sexe, Black City Parade Return )
19. Marilyn
20. 3 nuits par Semaine
21. A L'assault
22. L'aventurier
23. Le fond de l'air est rouge
24. Pink Water 3
25. Salomé
26. La nuit des fées
27. Kill Nico

### Black City Tour 3 (Le stade de France)
1. Trashmen (fond sonore)
2. Electrastar
3. Traffic Girl
4. Belfast
5. Alice et June (27/06) ou Mao Boy (28/06)
6. Kissing My Song
7. Atomik Sky
8. Memoria
9. Stef II
10. Miss Paramount
11. Hexagone (Renaud) (Seulement le 27 juin)
12. Mao Boy (piano-voix) (27/06) ou Un Jour dans notre vie (piano-voix) (28/06)
13. Le Grand Secret (piano-voix)
14. J'ai demandé à la Lune
15. Tes yeux noirs
16. College Boy
17. Black City Parade
18. Le Fond de l'air est rouge
19. Black City Club (Trashmen, Canary Bay, Des fleurs pour Salinger, Paradize, Satellite, Play Boy, 3e sexe, Black City Parade Return )
20. Wuppertal (avec Alice Renavand)
21. Marilyn
22. Trois Nuits Par Semaine
23. Dunkerque (Acoustic) (Seulement le 27 juin)
24. A L'Assault (Acoustic) (Seulement le 27 juin)
25. L'Aventurier

### Quatrième partie (Festivals+ Londres)
1. Trashmen (fond sonore)
2. Electrastar ou Black City Parade
3. Traffic Girl
4. Belfast (Seulement à Londres)
5. Alice et June
6. Le Manoir (Seulement à Londres)
7. Lips Like Sugar (Echo & the Bunnymen) (Seulement à Londres)
8. I Wanna Be Adored (The Stone Roses) (Seulement à Londres)
9. Memoria
10. Stef II
11. Miss Paramount
12. Hexagone (Renaud) (Seulement à Argelès)
13. Mandela Day (Simple Minds) à Argelès (Black City Tour 2 sur certaines dates comme Clermont-Ferrand)
14. J'ai demandé à la Lune
15. The Lovers (Simplement à Londres)
16. Tes yeux noirs
17. College Boy
18. Black City Parade (Seulement à Argelès, dans cet ordre)
19. Black City Club (Trashmen, Canary Bay, Des fleurs pour Salinger, Paradize, Satellite Play Boy, 3e sexe, Black City Parade Return )
20. Trois Nuits Par Semaine
21. L'aventurier
22. Dunkerque (Acoustic) (Seulement à Londres)
23. Dizzidence Politik (Acoustic) (Seulement à Londres)

### Europe City Club Tour
1. Intro Dancetaria
2. Dancetaria
3. Marilyn
4. Alice et June
5. Kissing My Song
6. Traffic Girl
7. Miss Paramount
8. J'ai demandé à la Lune
9. The Lovers
10. College Boy
11. Punishment Park ou Rien
12. Salomé
13. Black City Club (Trashmen, Canary Bay, Des fleurs pour Salinger, Paradize, Satellite Play Boy, 3e sexe, Black City Parade Return )
14. Dunkerque ou Le Manoir
15. Kao Bang
16. Trois Nuits Par Semaine
17. L'Aventurier
18. Europane ou le dernier bal ou Kill Nico